# Antoine Richard
Antoine Richard (Fontainebleau, 8 settembre 1960) è un ex velocista francese.

## Palmarès
- Giochi olimpici

Mosca 1980: bronzo nella staffetta 4x100 metri.